# 워런티
계약법에서 워런티(warranty)는 다양한 의미가 있으나 일반적으로 보증이나 약속을 의미하며 특정 당사자에 의해 다른 당사자에게 보증을 제공하며 사실이나 조건이 참이거나 발생할 것을 규정한다. 이러한 사실적 보증은 유형성(materiality)에 관계 없이 강제될 수 있으며 해당 약속이 참이 아니거나 준수되지 않을 경우 법적제재가 허용된다.
워런티가 가장 단순한 형태로 계약의 요소로 간주되지만 일부 워런티는 제품과 함께 수행되므로 제조업자는 워런티를 소비자에게 제공하여 제조업자에게는 직접적인 계약 관계가 없게 된다.

## 워런티 자료
워런티 자료는 청구 자료(claims data)와 보충 자료(supplementary data)로 구성된다. 청구 자료는 워런티 하의 청구 서비스 중에 수집된 데이터이며 보충 자료는 보호 및 마케팅 데이터와 같은 추가적인 데이터이다. 이 자료들은 제품의 신뢰성, 또 차기 수정의 계획을 결정하는데 도움을 준다.

## 같이 보기
- 회사법
- 소비자보호